# Kalba Savoua
Kalba Savoua ou Ben Kalba Savoua (judéo-araméen : כלבא שבוע, « chien rassasié » ou fils de « chien rassasié ») est un notable hyérosolimitain de la période suivant la destruction du second Temple de Jérusalem. Il est connu par quelques mentions dans les sources rabbiniques.

## Éléments biographiques
Il est, selon le Talmud, un homme pieux et charitable, ouvrant sa porte à tous, de sorte que même une personne affamée comme un chien (Kalba) en ressortirait rassasiée (savoua).
Il est à la tête de l'une des trois plus grandes fortunes de Jérusalem, avec Nakdimon ben Gourion et Ben Tzitzit haKesset. Le grenier de chacun de ces hommes aurait contenu de quoi soutenir un siège pendant dix ans mais, comme ils étaient en faveur de l'apaisement avec la puissance romaine, leurs réserves de grains, d'huile et de bois auraient été brûlées par les Zélotes. Jérusalem aurait alors connu une terrible famine.
Si aucun élément ne permet de conférer une quelconque historicité à ce récit, l'existence des trois hommes riches ne semble pas douteuse.
En revanche, les récits du Talmud de Babylone qui font de [Ben] Kalba Savoua le beau-père de Rabbi Akiva sont probablement fondés. Selon ces récits, [Ben] Kalba Savoua aurait eu le jeune Akiva comme berger. Celui-ci aurait secrètement épousé Rachel, la fille de [Ben] Kalba Savoua qui les aurait immédiatement chassés de son toit ; lorsque, bien des années plus tard, le berger inculte serait devenu l'un des plus grands savants d'Israël, tous se seraient réconciliés.

## Lieu de sépulture
Une tombe supposée être celle de Kalba Savoua est située près du Tombeau des Rois à environ un kilomètre au nord de Jérusalem. Les Juifs révèrent grandement ce lieu. Il est mentionné par Benjamin ben Eliya le Karaïte, lors de son voyage en terre d'Israël. 
Cependant, si des tombes ont été retrouvées à l'endroit indiqué, aucune stèle ne portant le nom de [Ben] Kalba Savoua ne l'a été.

## Source
Cet article contient des extraits de l'article « BEN KALBA SABBUA' » par Marcus Jastrow & Louis Ginzberg de la Jewish Encyclopedia de 1901–1906 dont le contenu se trouve dans le domaine public.